# 半衰期2
《戰慄時空2》（中国大陆又译作）是Valve公司历时5年开发、花費四千萬美元打造的第一人称射击游戏。由于前作《半衰期》的巨大成功和广泛影响，在其制作期间就广为玩家关注，其间还爆發源代码洩露事件。遊戲首次使用全新的Source引擎，该引擎的物理系统基于Havok物理引擎，為遊戲打造出細緻的逼真環境。遊戲也是第一個採用「線上認證」的遊戲，需要透過網路連線Steam以進行安裝更新。《半衰期2》原只可在Windows系統上運行，後來发行了家用游戏机的对应版本，并被收錄在《橙盒》的遊戲包中，可以在Xbox 360和PlayStation 3進行遊戲。
《半衰期2》的故事緊接著《半衰期》展开。由於黑色高地事件的影響，引發高科技的外星勢力联合军軍隊入侵地球，全人類被迫屈服在联合军的統治下。玩家再次扮演主角高登·弗里曼，將帶領人類推翻联合军的暴政。
为了开发《半衰期2》，Valve開發團隊几乎耗费了上部作品给他们带来的全部资金。5年的开发经历不论对于哪个游戏来讲都是非常的漫长，其中还经历了几次让玩家很失望的跳票行为。游戏最终于2004年第四季度发行，并受到很多玩家的好评，也荣获了很多媒体和网站颁发的游戏类软件大奖，更被眾多出版品選為十年來最佳遊戲。至2008年12月3日為止，零售版銷售量超過650萬套。儘管在Steam上的銷售量未知，但估計已經在2008年中超過了零售版銷售量。

## 纵览

### 背景設置

東歐建築風格的17號城

在前作《戰慄時空》中，玩家是黑色高地研究所新聘用的理論物理學家高登·弗里曼，因為在實驗中引發「串連共振」（Resonance Cascade），將地球與一外星星球Xen作連結，使得許多外星生物入侵研究所，最後黑色高地被摧毀，是謂「黑色高地事件」。遊戲最後，弗里曼接受神秘男子G-Man的聘雇，因而沉睡了數年。
在本作中，時間設置在黑色高地事件後數年，弗里曼被G-Man喚醒，發現自己身處一班前往17號城的火車上。官方對於這段時間間隔有兩種說法，一說是10年，另一說是將近20年。在戈登沉睡的这段时间内，另一外星势力联合军发现了在黑山事件中被开启的地球和Xen星球之间的时空通道，因而借由Xen来到了地球。由于拥有先进的科技，联合军在一场7小时的战争中就将人类抵抗全部瓦解。一些人选择和联合军合作，成为了他们管理人类的代理人，比如前黑山主管华莱士·布林（Wallace Breen）博士，成为了17号城市的主管。剩下的人类则被联合军管制起来，穿着统一的服装，过着禁欲主义的生活。这些人生活在由联合军防卫的城市内，危险的Xen生物无法进入城市。联合军还设置了生殖抑制力场以阻止人类的繁殖。另一些人则选择隐藏了起来，为日后的反抗培养力量。
本作的場景設置與前作也大不相同，前作以黑色高地為主要地點，搭配外星星球Xen。本作的場景非常多元，包括有東歐風格的17號城、充斥著殭屍的莱温霍姆、合成人重地諾瓦廣場以及高聳入雲的合成人城塔。《戰慄時空2》的美術指導維克特·安托諾夫（Viktor Antonov），因為童年時曾在保加利亞渡過，所以他與開發小組直覺性的以東歐城市作為17號城的藍圖，正因東歐屬於新舊文化衝突區，恰好與17號城的歷史相符。

### 劇情簡介

#### 章節
高登·弗里曼以不明的理由再度被傳送到人類世界─17號城火車站的列車上。高登在因緣際會下遇到了他以前在黑色高地的同事，现在在联合军内部做卧底的警卫巴尼·卡洪，並且跟同是舊識的艾萨克·克莱納博士取得了聯繫。但是在到克莱納的實驗室的途中遇到了联合军在差點被逮捕之時，爱丽克斯·凡斯及時解危，並且安全的將高登送往克萊納的秘密實驗室。
在與黑色高地的老同事伊萊·凡斯博士取得聯繫後，高登與艾莉絲踏上迷你傳送器準備前往凡斯所在的黑色高地東站。正當高登準備傳送之際，克萊納的寵物拉瑪卻突然出現並且干擾了迷你傳送器的運作。高登發覺自己被傳送到各個陌生的地方，甚至包括合成人總管瓦勒斯·布林的辦公室。雖然克萊納及時將迷你傳送器關閉將高登帶了回來，但合成人已經意識到高登存在的威脅性，遂派遣合成人警察展開對高登的捕殺行動，迫使高登不得不步行穿越17號城廢棄的運河系統前往黑色高地東站。一路上高登不断遭遇到联合军的拦截和其他外星生物的阻挡，在途中，不时会有人类以及同样被联合军迫害的弗地崗人帮助高登，这些弗地崗人拥有改装机械设备的能力。一路奔波之后，高登終於安全抵達黑色高地東站。
伊萊·凡斯與他的同事朱迪斯·莫斯曼博士向高登解釋黑色高地事件後發生的情況，而先行抵達的艾莉絲則在稍后向高登介紹她的得力机械寵物阿狗，並且教高登如何操作重力槍。然而不久後黑色高地東站卻遭到合成人軍隊偷襲，伊萊·凡斯被合成人逮捕。高登與艾莉絲分道揚鑣，通過布满殭屍的死城莱温霍姆前往合成人的監獄諾瓦廣場營救伊萊·凡斯。渡鴉市幸存者古格利神父帮助高登离开了僵尸城，把未知的命运留给了自己。在17號高速公路上，高登與反抗軍指揮官歐德沙·卡伯居上校會合，並且透過反抗軍與弗地崗人的協助穿越獅蟻群棲息的沙地成功抵達諾瓦矿场。高登在與艾莉絲會合後，開始尋找伊萊·凡斯的下落，卻發現莫斯曼博士是合成人的臥底，正是她將黑色高地東站的位置通報給了布林。然而在他們及時阻止莫斯曼博士的行動前，莫斯曼博士已經將自己與伊萊·凡斯傳送回合成人的總部城塔。
高登與艾莉絲也登上传送器，傳送器卻發生異常，將他們傳送至克萊納的實驗室，但時間已經是一星期後。高登與艾莉絲發現他們在諾瓦矿场的行動激勵了底下组织反抗軍的士氣，地下武裝行動浮上檯面，17號城已經成為合成人與反抗軍的戰場。艾莉絲負責將克萊納博士與一般市民撤離17號城，而高登則同巴尼一起，帶領反抗軍抵擋合成人的反擊。正當反抗軍處於優勢時，卻傳來艾莉絲被合成人逮捕且押送至城塔的消息。高登為了搭救艾莉絲而潛入城塔，利用強化過後的重力槍搗亂城塔內部，最後卻被載運架送至布林博士的辦公室。在辦公室內，高登看到同樣被拘禁的艾莉絲與伊萊·凡斯，以及合成人總管布林與莫斯曼。布林威脅殺害伊萊·凡斯且要高登為其工作，不過莫斯曼認為布林違反與她的協定，而趁機釋放了高登等人。布林意識到大勢已去，遂逃到城塔頂端的暗能量反應爐準備將自己傳送離開地球，高登尾隨其後並且摧毀了反應爐。反應爐的損壞引起劇烈爆炸，波及到艾莉絲與高登。此時時間停止，G-Man再次出現，稱讚高登所作的表現，並再次將高登封印起來，但艾莉絲的命運仍屬未知數。

#### 敵人
在遊戲中玩家主要有兩大敵人：合成人帝國與Xen的生物（弗地崗人除外）。合成人首登場於本作，在遊戲的一開始就統治着全世界，他們以高壓方式統治地球，而玩家將會遇到多樣敵方兵種及武器。從最低階，類似警察專門負責17號城管治的市民保安隊（Civil Protection）到正規的合成人士兵（Overwatch）。這些合成人士兵可細分為三種：正規士兵、監管隊士兵、菁英士兵，是玩家最主要的對手。除了使用衝鋒槍、脈動槍、散彈槍、狙擊槍和手榴彈等武器外，這些合成人士兵還配備了一些輔助機械：合成人偵測器（Combine Scanner）和鋸鳥（Manhack），它們都是在空中飛行的單位，前者是合成人監視人類的工具，專門偵查有無可疑人物出現；後者可以利用鋒利的槳葉快速接近目標並且將之殺害。合成人也會布設地雷，地雷可分為滾雷（Rollermine）和詭雷（Hopper）兩種，滾雷專門對付載具，粘附在在載具上之後會不停地放電攻擊；詭雷則是一種敵人接近時跳起自爆的地雷。
合成人還有一系列武裝載具，如在地面上的合成人生化運兵車（Combine APC），除了載運的功能尚兼具攻擊性能；長腳蜘蛛（Strider）則是合成人最強勢的陸地重型裝甲單位，配備了強大的火力以掃蕩敵軍，而鋒利的腳部更可以穿刺接近的敵軍。空中單位包括：專門裝載合成人空降，裝載一具合成人脈衝式機槍（玩家靠近運兵船時才會攻擊）的合成人生化運兵船（Combine Dropship）。以及專門用來制空以及掃蕩地面部隊的裝甲單位，由昆蟲改裝的合成人生化炮船（Combine Gunship）。與它們相比，獵人型武裝直升機（Hunter-Chopper）更加難以摧毀，並且裝載了類似地雷的反載具爆彈，對逃逸中的載具有很大的威脅。這些載具一般槍械無法造成傷害，玩家必須使用追蹤式火箭砲才可摧毀。
另一類敵人就是在前作中已經與玩家見過面的Xen生物，其中如代表性怪物猎頭蟹（Headcrab），能夠將寄生對象轉變為殭屍，還有原生、快速、劇毒種類之分，這些猎头蟹還被合成人當做突擊的武器裝載在飛彈內空投。被猎头蟹寄生後的人類成為殭屍，除了在城市郊區等地分佈外，絕大部分出現於渡鴉市，它們並沒有思考能力，依據寄生食腦蟲的不同又可分為普通殭屍、快速殭屍與劇毒僵尸，其中劇毒殭屍會將寄生在身上的劇毒食腦蟲丟向玩家，被咬上會殘血。藤壺怪（Barnacle）與前作相同，黏附在天花板上，會將舌頭伸至接近地面的高度，等待粗心大意的獵物自投羅網。另外本作尚有新的生物獅蟻（Antlion），它們棲息於沙地中，一旦有人侵犯地盤，獅蟻群會快速地冒出沙地攻擊敵人。玩家如果持有費洛帕（Pheropod），會被獅蟻認為是同類而不會受到攻擊。獅蟻中尚有高階的生物獅蟻守衛（Antlion Guard），地位相當於獅蟻群中的隊長，體型龐大許多，威脅性也更強，而且不會因為費洛帕而放棄攻擊主角。

### 武器
作为一款第一人称射击游戏，《戰慄時空2》中的武器以枪械为主。在游戏开始时玩家是没有任何武器的，随着游戏的进行会逐渐从敌人或其他角色那获得武器，武器一经获得就无法丢弃。玩家可以携带的武器一共有10种，在游戏的开发过程中还有另外12种武器最终被设计组放弃了。
在遊戲中取得重力槍之後，只要是堅實的物品都可以吸取並且當作武器噴射，對敵人造成撞擊的傷害。锯片以及锋利的物品可以將殭屍砍成兩半，而魚叉或尖銳的物體甚至可以將敵人刺掛到牆壁上。其中相當重要的便是內裝易燃物質的鐵桶與瓦斯鋼瓶，此兩種武器射擊目標之後皆會產生爆炸，而易燃鐵桶的威力可以迅速的清除一定範圍內的敵人，玩家可以善用這種特性以節省彈藥的使用。這種將環境融入到攻擊戰術中的效果也反映了Source引擎強大的運算性能和擬真物理性能。

### 彩蛋
开发人员为玩家们设置了多个彩蛋以满足喜爱探索的玩家，例如玩家非常热衷，同时也是前作中就出现的G-Man彩蛋。虽然G-Man在游戏中正式出场的机会很少，但是如果玩家注意观察的话，就会在多处场景以及屏幕上看到G-Man的身影。如果玩家输入了穿墙秘技，则可在更多的地方发现藏在墙后的G-Man。这些彩蛋除了给玩家提供小小的娱乐之外，也象征主角的一举一动都处在其监视之下。
另外一些彩蛋则如可以传送小型物体的微型传送器、爱丽克斯绘制的克莱纳卡通画像等等，大部分的彩蛋都出现在克莱纳博士的实验室、黑山研究所东区、反抗军基地这些較為平靜的地方。

## 開發
前作的游戏开发人员大部分都选择留下继续开发《戰慄時空2》，但关键人物、公司創立人之一的麥克·哈靈頓出于个人原因选择离开创作团队。《戰慄時空2》的制作从1999年6月就已经开始了，由于外部引擎很难满足要求，在草创阶段Valve就计划开发一套自己的引擎，这也意味着游戏制作周期的延长。在游戏开发逐渐展开之后，Valve决定开发一套更加逼真的人物表情與肌肉模型，技术人员也嘗試為游戏引擎添加物理效果。在游戏剧本的创作中，编剧人员與美工、技术人员保持联系，努力使剧情展示出技术和艺术方面的特性。
最初的两年中游戏小组只是设计了一些场景、人物的框架。2001年中，随着物理引擎的成熟，利用道具物理效应引导游戏进程的想法逐渐清晰了起来。开发者们甚至还制作了一个从未公开展示过的市民和国民卫队间发生冲突的视频。2002年后，CEO加布·紐維爾不再亲自掌控游戏的开发，给了成员们更大的自由度。这一年3月期间，游戏小组制作了一段将物理引擎、人物造型和场景整合在一起的影片交由紐維爾审阅，但因为剧情太冗长以及没有新特性等原因，紐維爾决定不在这一年的E3上展出。9月，制作團隊又在3月中影片的基础上进行了改进并增添了新的场景，这一新影片被命名为「构思的證據」。
这一次大家的努力得到了肯定，此后《戰慄時空2》的制作思路就变得明确起来，游戏开发进入了紧张的高速发展阶段。开发人员制订了将结构设计和美工设计分开的策略，这样可以加速游戏开发。即便如此，新的游戏引擎仍耗费了制作團隊不少时间，到了预定发售的2003年9月时游戏距离完工还差得很远。2004年3月，游戏的内部测试版终于被开发出来，这个版本和玩家最终玩到的游戏大致相同。3月之后的工作基本就是排除错误，由于物理特性带来的高自由度，游戏的测试耗费了不少时间。10月14日，制作團隊通过砸毁一个游戏中出现的偵測器模型的方式，庆祝了游戏的最终完成。

### 游戏引擎
為了開發《戰慄時空2》，Valve捨棄了前作採用的GoldSrc引擎，而自行開發全新的Source引擎，負責支援遊戲中的圖像、音效與人工智慧。Source引擎是Havok引擎的強化版本，能夠呈現逼真的物理效果，例如重物落下的效果、空桶在水中浮起、树叶等轻巧物体被风吹起、金属间碰撞产生的火花效果，用枪攻击砖块、尸体还可使它们移动。除此之外，Source引擎还有可以使天空、远景更加真实的地图盒子系统，能够更好地呈现水面得折射、反射效果等特性。虽然是一款以DirectX 9设计的引擎，但实际上Source引擎还能支持老旧的DirectX 6。Source引擎同時也承襲Havok引擎優越的擴展性，在搭配Steam的更新功能下，能夠輕易得進行升級更新，其中一例如高动态光照渲染(High-Dynamic Range，簡稱HDR)技術，最初只被展示於《半条命2：消失的海岸線》中，如今已支援所有由Valve開發、並且使用Source引擎的遊戲。有很多其他遊戲也採用Source引擎，如《決勝之日：次世代》和《絕對武力：次世代》，而這兩款遊戲都是由Valve所開發。

### Steam
為了搭配《戰慄時空2》，Valve自行開發了Steam整合平台，並且將自家開發的遊戲全部移植至上。所有持有《戰慄時空2》的玩家，必須在安裝遊戲後安裝平台，註冊帳戶，以持有的序號獲得遊戲的下載權，透過直接更新遊戲內容。除此之外，用戶可以在商店購買產品，直接透過進行用戶端更新。的用戶端更新主要是為了防駭、防作弊以及杜絕盜版。同時也是一個對戰平台，可以讓玩家透過尋找各地伺服器與其他玩家進行多人遊戲。
不過對於也不是所有人都欣然接受，批評集中於更新太過頻繁、下載時間過長、遊戲評分被低估等，不過最為人詬病的莫過於《戰慄時空2》的安裝。由於《戰慄時空2》屬於單人遊戲，以前作而言，只需要光碟片安裝即可進行遊戲，然而《半条命2》必須透過連線完成最後安裝手續，這讓非網路用戶玩家頗為困擾，而且由於繁雜的安裝手續，在《戰慄時空2》發行後爭議聲浪不小。

### 源代码洩露事件
《戰慄時空2》的開發原本只是謠傳，但是遊戲在2003年5月的E3展亮相後旋即造成轟動，並且獲得數項獎項。遊戲原本訂於同年9月發行，不過在9月初Valve的內部网络却遭到駭客入侵。這名身份不明的黑客將遊戲核心代碼以及一些地圖、材質檔案散布在网络上。10月2日，Valve的CEO加布·紐維爾在halflife2論壇上發文解釋Valve對於代碼流出事件的反應，並且請求用戶盡可能追蹤散布檔案的始作俑者。
2004年6月，Valve召開記者會宣布FBI逮捕了数名被怀疑参与此案的嫌疑犯，而实际上洩漏代碼的駭客是一名自称奥萨马·本·泄露者(Osama Bin Leaker，發音近似於911恐怖攻擊策畫人奥萨马賓拉登)的德國人艾索·蓋布(Axel Gembe)。Valve假意聘請蓋布擔任他們的內部安全稽核員，連同FBI打算在蓋布抵達美國後逮捕他。不過德国政府认为自己让本国公民被国外逮捕很不合适，于是在上飞机前将其逮捕。蓋布最後被檢方以涉及多項電腦罪刑起訴。曾經在網路上流傳的知名木馬程式Agobot，正是出於蓋布之手。2006年11月，蓋布接受審判。法官認為蓋布正逐步地改善他的情況，而且由於他曾有過艱困的童年，最後判決蓋布緩刑兩年。

### 音樂
遊戲內所有的音樂都經由Valve的音效設計師凱利·貝利操刀製作。《戰慄時空2》黃金典藏版內包含遊戲的原聲帶，幾乎收錄遊戲內所有音樂，另外收錄三首贈送曲目。這張原聲帶後來可以透過Valve的線上商店直接購買。
原聲帶內的第16、18與42首是贈送曲目。第44首至51首是遊戲內的音樂，但是沒有收錄至原聲帶中。遊戲有許多的音樂出自於前作，重新命名並且收錄在原聲帶內。

### 配音
得益于新开发的人物面部表情系统，游戏中角色说话时其口型可以和语音同步。在配音上Valve也下了不少功夫，甚至计划过邀请好莱坞演员羅賓·威廉斯参与配音工作。编剧总共为游戏中的人物设计了近150页的对话，由于没有过场动画，游戏的剧情都是通过非玩家角色之间的对话来向玩家展示的。
除此之外，Valve還製作了一些幽默風趣的對話來緩解緊張的戰鬥氣氛。而某些隨機觸發的對話則可指引玩家如何繼續遊戲，比如在艾薩克·克萊納的實驗室中，若玩家沒有即時穿上H.E.V.防護衣，艾莉絲·凡斯會說“放心，我不會偷看的”以提醒玩家進行下一步行動。
| 人物             | 英文配音        |
| ---------------- | --------------- |
| 伊莱·凡斯        | 罗伯特·吉约姆   |
| 华莱士·布林      | 罗伯特·卡尔普   |
| 弗地岗人         | 小路易斯·格塞特 |
| 朱迪斯·莫斯曼    | 米歇爾·福布斯   |
| 爱丽克斯·凡斯    | 梅尔·丹德里奇   |
| G-Man与巴尼·卡洪 | 迈克尔·夏皮罗   |
| 艾萨克·克莱纳    | 哈利·S·罗宾斯   |
| 古格力神父       | 吉米·法兰西     |

## 發行
作为一款开发时间长达5年的游戏，《半条命2》经历了多次令玩家非常失望的跳票和跳票传闻。2003年5月的E3游戏大展上，《半条命2》第一次正式同玩家见面。虽然只是一个视频片段，这款游戏已经获得了若干奖项，一些竞争对手则怀疑这个视频只是个演示，并非玩家真正能操作的内容。就在游戏展上，Valve宣布将在同年9月30日发布游戏，但实际上只有内部员工才知道游戏在这个时候只完成了一半左右。虽然到了7月之后，种种信息使玩家普遍怀疑游戏的发布将会推迟，但直到8月27日Valve仍在ECTS上正式宣布游戏将会如期发布。9月23日，Shacknews网站上出现了一条半条命2延迟发售的信息，然而制作组未说明任何原因和公布新的发布日期的做法使得许多玩家感到不满。源代码泄露事件的发生确实消耗了制作人员不少精力，但推迟发行的根本原因还是进度没有赶上。
9月30日，Valve合作伙伴，显卡制造商ATI在恶魔岛上如期进行了游戏发布会。Valve公司的CEO参加了发布会，但是只展示了几个关于起源引擎的视频而未透露有关《半条命2》的信息。之后一年中，仍不时传出《半条命2》将要发布的传闻。
2004年8月26日，Steam上的用戶已經可以預先載入1GB的《戰慄時空2》遊戲檔案，也就是說，玩家可以在遊戲正式發行前先將遊戲檔案下載安裝，等到正式發行後，玩家透過Steam付費購買遊戲，就可以直接進行遊戲。預載一直持續了好幾個星期，Valve也陸續釋出了各部分的遊戲檔案，確保所有的顧客能在遊戲發行前先載入龐大的遊戲檔案。2004年10月，遊戲零售發行商维旺迪游戏才宣布遊戲最後確定於2004年11月16日發行。
2004年11月16日，《戰慄時空2》正式發行，玩家可透過Steam付費下載，又或購買CD或DVD光碟片安裝。在Steam上有三種《戰慄時空2》的發行版本，最基本的版本包含《戰慄時空2》以及《絕對武力：次世代》。另外兩種版本，除這兩款遊戲外，另外收錄《戰慄時空：次世代》、《決勝之日：次世代》，以及先前Valve發行的所有遊戲下載權。這兩種版本中的黃金典藏版，另外收錄《戰慄時空2》的T-shirt、攻略手冊與原聲帶。不過不論是透過光碟安裝或者是Steam下載，都必須經由Steam完成安裝手續始可進行遊戲。由于网络方面的原因，部分欧洲玩家链接服务器时出现了问题，导致他们无法在第一时间进入游戏。台湾地區的《半条命2》由Valve的老合作伙伴松崗科技于三天後11月19日推出。中国大陆地区的《半条命2》由神州奧美代理，于2005年1月22日正式上市。这两个版本的游戏除了对游戏界面、字幕进行了汉化外，都提供了中文语音。
2004年12月，顯示卡製作廠商ATI公司在其網站上釋出了《戰慄時空2》的展示版本，展示內容包括了遊戲的先行章節，以及部分「我們不去渡鴨市」章節。當初Valve在開發《戰慄時空2》時，就是由ATI提供強力的顯示技術支援。2005年9月，《戰慄時空2》零售發行商美商藝電發行《戰慄時空2》年度特別版(Game of the Year Edition)，此版本與原版的差別在於多了《戰慄時空：次世代》。
2005年12月22日，Valve釋出《戰慄時空2》64位元版本，可以讓Source引擎在AMD64、EM64T處理器環境(Windows XP Professional x64 Edition、Windows Server 2003 x64、Windows Vista x64與Windows Server 2008 x64)下運行。這項更新是透過Steam釋出，《戰慄時空2》以及其他Source引擎製作的遊戲都可運行於64位元模式。Valve的創立人之一加布·紐維爾宣稱這是「對於Valve開發的遊戲與工具的一大進步」，這項更新對於遊戲有很大的助益。外界對此反應不一，有玩家認為整體遊戲表現有提升；科技網站「Techgagy」則認為穩定性有待加強，畫面並沒有很顯著的進步；64位元的玩家則廣泛回報遊戲內錯誤，例如角色掉落死亡、遊戲腳本檔沒被快取以及其他問題。隨後Valve不再提供64位元版本。
2005年11月15日，美商藝電發行了《戰慄時空2》的Xbox版本，遊戲仍然受到廣泛好評，不過負面評價集中於遊戲缺乏多人連線，以及畫面顯示的問題。在評價上，《戰慄時空2》在Xbox上並不如PC版本優異。
2006年7月13日，在美商藝電的夏日記者會上，加布·紐維爾宣布《戰慄時空2》將可在次世代遊戲平台(明顯正是Xbox 360和PlayStation 3)進行遊戲，並且將與《首部曲》、《二部曲》、《絕地要塞2》、《传送门》集結成《橘盒》重新發行。2007年10月10日，橘盒的Windows版本發行，除了零售發行外，另外也可透過Steam付費下載。Xbox 360版本也同時發行，至於PlayStation 3版本則至同年12月11日發行。
2010年5月12日，Valve將Steam平台移植到Mac OS X上，將Steam轉變成跨Windows與Mac的整合平台，並且首先將《傳送門》移植到Mac平台。而在兩個禮拜後的5月26日，Valve釋出了一部《戰慄時空2》即將移植到Mac的預告片，並且在隔日正式釋出《戰慄時空2》的Mac版本。更新同時新增成就系統，讓Windows與Mac的玩家都可以享用。
由於《戰慄時空2》與前作《戰慄時空》的巨大成功而吸引到廣泛的擁護者，Valve推出一系列的周邊商品，包括弗地崗人玩偶、食腦蟲玩偶、食腦蟲帽子、海報、T-shirt與滑鼠墊等。

### 合約糾紛
2004年9月20日，遊戲業界透過GameSpot得知Valve正與發行商雪樂山的母公司威望迪遊戲進行法律纏訟，Valve認為雪樂山擅自將《戰慄時空2》安裝在網咖違反合約內容；威望迪遊戲則反控Valve違約，他們認為當初的合約上發行的範圍包含網咖，所以威望迪遊戲是唯一可以合法在網咖發行遊戲的發行商，而不是Valve本身藉由Steam發行。事實上這場官司這對Valve在亞洲的市場(香港、馬來西亞、新加坡、南韓、日本與台灣)有很大的影響，原因在於亞洲的網咖常吸引大多數的玩家進行線上遊戲。
2004年11月29日，西雅圖聯邦法官湯瑪斯·齊利（Thomas S. Zilly）認為根據雙方的合約內容，威望迪遊戲並沒有經過Valve授權在網咖發行Valve的遊戲，同時法官也同意Valve的訴求，准許Valve就侵權受到損害的部分獲得賠償。
2005年4月29日，雙方達成和解。威望迪遊戲宣布自2005年8月31日後全面停止發行Valve零售遊戲，威望迪遊戲也通知原本經由他們授權的網咖，Valve才是唯一的授權廠商，而任何由威望迪遊戲及其旗下所授權給網咖業者等之行為，將會被視為無效並終止授權合約內容。

## 評價
| 汇总媒体     | 得分    |
| ------------ | ------- |
| GameRankings | 96%     |
| Metacritic   | 96 (PC) |

| 媒体                 | 得分   |
| -------------------- | ------ |
| Edge                 | 10/10  |
| GamePro              | 10/10  |
| GameSpy              | [ 80 ] |
| IGN                  | 9.7/10 |
| Maximum PC           | 11/10  |
| PC Gamer美国         | 98%    |
| 《辛辛那提調查者報》 | [ 84 ] |
| 《紐約時報》         | 正面   |

| 媒体 | 奖项 |
| ---- | --- |
|      | IGN 最佳遊戲 最佳第一人稱射擊遊戲 最佳視覺表現                                                                                                   |
|      | GameSpot 最佳射擊遊戲 讀者評選最佳電腦遊戲 |
|      | 互动艺术和科学学院 最佳遊戲、最佳電腦遊戲 最創新電腦遊戲、最佳動畫、最佳藝術指導 最佳男主角表現、最佳第一人稱動作遊戲 最佳遊戲引擎、最佳視覺引擎 |
|      | 英国电影和电视艺术学院 最佳遊戲、最佳電腦遊戲、最佳線上遊戲 最佳藝術指導、最佳動畫、最佳動作冒險遊戲                                             |

《戰慄時空2》至2008年為止，全球至少售出650萬套，而這還不包括Steam的客戶訂購量(如果有包含推估約830萬至860萬套)。而且自《戰慄時空2》發行以來，銷售量都相當穩定，如果最終超越了前作《戰慄時空》的銷售量，將會成為迄今最暢銷的第一人稱射擊遊戲。
《戰慄時空2》獲得全球一致性好評，是遊戲史上評價甚高的作品之一。在Metacritic及Game Rankings上，本作各有96的高分，並且同時與前作並列Metacritic電腦遊戲類榜首。另外包括《紐約時報》、《辛辛那提調查者報》、GameSpy都給予相當完美的分數，而PC Gamer和IGN則給予近完美的分數，《戰慄時空2》甚至成為《Edge雜誌》評選的第五個滿分作品。評論家主要讚賞遊戲中的更精緻真實的圖像與物理表現(Source引擎)。Maximum PC甚至給予11分的破表高分，讚譽「史上最出色的遊戲」。
不過除了遊戲表現之外，許多評論甚至於有些給予正面評價的出版品，抱怨《戰慄時空2》與Steam之間複雜的安裝過程，以及相對缺乏技術支援。

### 獎項
《戰慄時空2》獲得超過40項「年度最佳遊戲」(Game of the Year)，包括IGN的最佳遊戲獎、GameSpot的最佳射擊遊戲、GameSpot讀者投票最佳電腦遊戲等等。遊戲獎項主要頒給遊戲的技術、劇情、角色。在英国电影和电视艺术学院遊戲獎項上，《戰慄時空2》拿下6項大獎，包括最佳遊戲以及最佳線上遊戲。
2008年，《戰慄時空2》獲得金氏世界紀錄所頒發的「PC電玩雜誌最高評價的射擊遊戲」，另外遊戲也獲得「第一款擁有重力槍的遊戲」、「第一款收錄製作群紀事的電腦遊戲」。2009年，《戰慄時空2》被Game Informer選為遊戲史上200大遊戲第5名，認為Valve藉著《戰慄時空2》成功重新定義了第一人稱射擊遊戲的設計標準。《戰慄時空2》也被《衛報》的讀者選為十年來最棒的遊戲，尤其讚揚遊戲內的環境設計。

## 續作與衍生作品
自從《戰慄時空2》發行之後，Valve陸續釋出了《戰慄時空2：消失的海岸線》、《戰慄時空2首部曲：浩劫重生》與《戰慄時空2：二部曲》。《消失的海岸線》原本是《戰慄時空2》「17號公路」與「沙地陷阱」間的一道關卡，後來獨立成為一款遊戲，目的是為了展示遊戲內獨特的高動態光照渲染技術(High dynamic range rendering，HDR)。《首部曲》是《戰慄時空2》的第一部續集，玩家依舊扮演高登·弗里曼，而女主角艾莉絲·凡斯的地位更為重要；第二部續集《二部曲》劇情直接接在《首部曲》後，艾莉絲與高登必須趕到白森林內的反抗軍據點。
Valve宣布將會有《戰慄時空2：三部曲》，預計成為一個「三部曲」。在一場與Eurogamer的訪問中，加布·紐維爾透露事實上這整個三部曲就是《戰慄時空3》，紐維爾認為與其讓玩家在等待另一個六年開發的《戰慄時空3》，還不如以續集的形式繼續《戰慄時空》的故事。

### 第三方模組
自從Source SDK(Source引擎軟體開發工具包)釋出後，有許多《戰慄時空2》的玩家以此製作了多樣化的模組。這些模組包括玩家自製的關卡、武器，又或是修改遊戲的內容，例如《Rock 24》、《Half-Life 2 Substance》、《Smod》、《SourceForts》、《蓋瑞模組》(最具名氣的第三方模組)；又有些模組屬於完全修改型，例如《Dystopia》、《Zombie Master》、《Iron Grip: The Oppression》(兼具第一人稱射擊與即時戰略的特色)。第三方模組非常多元，有些模組以《戰慄時空》的世界為背景，有些模組是根據其他著名遊戲如《惡靈古堡》而製成。有些模組目前仍在開發當中，如《Lift》、《The Myriad》、《MINERVA》；有些模組已經出了Beta版本，如《黑色高地》、《Pirates, Vikings and Knights II》、《叛亂：現代步兵作戰》、《Jailbreak Source》。2008年9月，Valve宣布部分模組將加入Steam，而且在未來還會招攬更多模組加入，讓這些模組能夠利用Steam的功能進行更新及遊戲。

### Done Quick(最快速完成游戏)
有一些玩家已经不满足于用普通模式通过游戏，但是《半条命2》又不像《江湖本色》一样提供了New York Time模式(即限时模式)，所以他们就尽自己可能用最快速度完成游戏，但是绝对不使用密技(作弊码)。根据吉尼斯世界纪录记载，完成《半条命2》最快的记录是2016年5月1日由「《戰慄時空2》SourceRuns團隊」所創下的40分49秒。事实上这种类型的游戏方式是从《Quake》和《DOOM》开始的。一些死忠的玩家用这样的方式展示自己的游戏技巧，比如《雷神之錘II/III》Done Quick和《毀滅戰士2》Done Quick都是这一领域的杰作。id Software的创始人之一、后来出走离子风暴的约翰·罗梅洛在《毀滅戰士》时代就是这方面的高手。